# Kermanshah
Kermanshah of Kirmansjah is een stad in het westen van Iran, en hoofdstad van de gelijknamige provincie. Het heeft 850.000 inwoners (2011). De stad is bekend om zijn tapijtnijverheid en om de nabijgelegen archeologische overblijfselen van de Taq-e-Bustan uit het tijdperk van de Sassaniden. De provincie heette van 1979 tot de jaren 90 Bakhtaran.
De overheersende taal in de stad is het Koerdisch, maar er wordt onder andere ook Perzisch gesproken. De Koerden vormen een meerderheid in de stad. De bevolking is hoofdzakelijk sjiitisch.

## Geboren
- Doris Lessing (1919-2013), Brits schrijfster en Nobelprijswinnares (2007)